# Ramón Simarro
Ramón Simarro Oltra (Novelé, 1819-Játiva, 1855) fue un pintor español, padre de Luis Simarro.

## Biografía
Ossorio y Bernard le hacía natural de Játiva, si bien otras fuentes afirman que nació en Novelé, una localidad próxima, el 5 de junio de 1822. Falleció en Játiva en 1855, el 7 de mayo, de tuberculosis pulmonar al poco de regresar de Roma, a donde había partido pensionado cinco años antes. En la Exposición de Bellas Artes celebrada en Valencia en 1855, figuraron doce cuadros de su mano al óleo, entre los que se incluían los retratos de Calisto III y Alejandro IV, dos academias y dos grupos de familia. Era amigo de Luis Madrazo. Estaba casado con Cecilia Lacabra Llamas, poetisa alicantina que murió suicidándose, precipitándose al patio interior del inmueble donde vivían, poco después de que él muriera, y fue padre de Luis Simarro.